# Stanovništvo Surinama
Stanovništvo Surinama sastoji se od različitih rasnih, etničkih i kulturnih skupina. 
Najveći postotak, oko 37% stanovništva, čine doseljenici iz Indije, hinduisti, koji su stigli u 19. stoljeću. Kreoli, potomci afričkih robova krvno pomiješani s bijelcima, čine oko 31%  stanovništva, dok Javanci, doseljenici iz Indonezije, koja je bila nizozemska kolonija predstavljaju 15% stanovništva. "Bush crnci" su potomci afričkih robova, koji su pobjegli svojim gospodarima i često se družili s Indijancima i/ili Indijcima, i čine 10 % stanovništva. Ostatak čine Američki Indijanci, Kinezi i Europljani. Manje od 15 000 surinamskih državljana govori nekim od indijanskih jezika kao materinskim, a svi ti jezici pripadaju obiteljima carib ili arawak.
Također živi i mala židovska zajednica, sastavljena od nekoliko obitelji, potomaka Sefarda, koji su pobjegli s Pirinejskoga poluotoka u Nizozemsku. Dio se preselio na Surinam i živio u autonomnoj regiji Surinama, koja se zvala Jodensavanne.
Zbog velikog broja etničkih skupina u zemlji, ne postoji glavna religija. Većina Hindustanaca su hinduisti. Velik broj stanovnika su muslimani i kršćani. Kršćanstvo je dominantna religija među kreolima i mulatima. 
U Surinamu se nalazi najveća drvena crkva u Južnoj Americi – katedrala sv. Petra i Pavla u Paranamaribu.